# Binger Bleistift

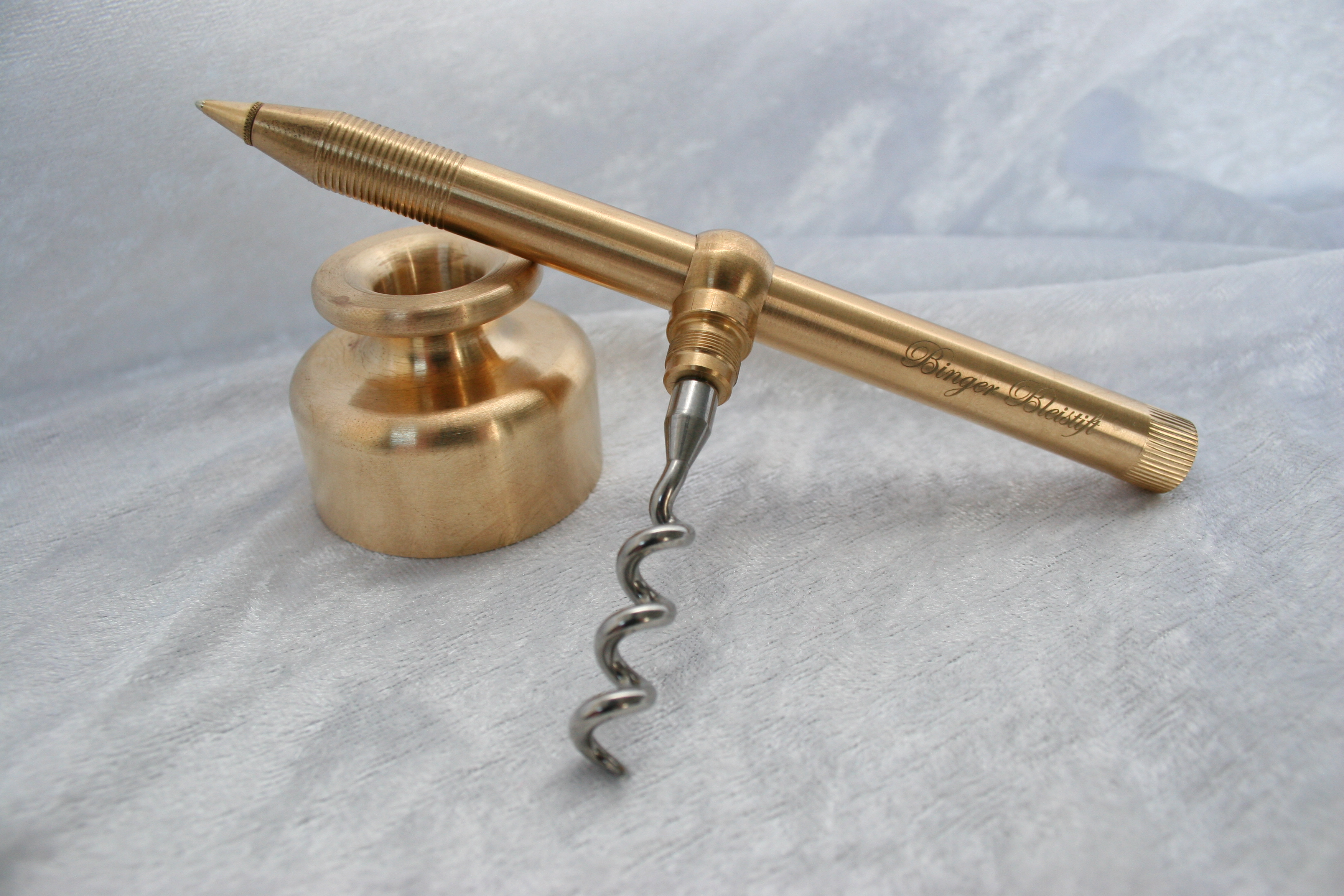
Binger Bleistift nach einer alten, lokalen Binger Sage

Der Binger Bleistift ist der Name einer Sage über die Mitglieder im Binger Stadtrat, in der ein Korkenzieher zu dieser Bezeichnung gekommen ist. Sie wurde in ähnlicher Form auch über das Kloster Johannisberg im Rheingau erzählt.

## Sage
Bei einer Sitzung wollte der Bürgermeister eine wichtige Entscheidung des Stadtrats notieren. Dem protokollführenden Stadtschreiber P. F. Weizel brach der Gänsekiel ab. Er fragte die übrigen Ratsmitglieder nach einem Bleistift. Leider hatte kein Ratsmitglied einen solchen zur Hand. Als man etwas später einige Weinflaschen bringen ließ, um den Entschluss zu feiern, hatte dagegen jedes Mitglied des Stadtrats einen Korkenzieher sofort greifbar. Seitdem wird in der Gegend ein Korkenzieher auch als Binger Bleistift bezeichnet.
Nach einer anderen Variante der Sage soll es sich um eine Sitzung des Bischofs von Mainz mit seinen Geistlichen in der Binger Burg Klopp gehandelt haben.

## Rezeption
1860 wurde der Binger Bleistift von Karnevalisten aus Bingen zu einer Karnevalsveranstaltung in Mainz mitgeführt. 1868 wurde in einem Buch über West-Deutschland im Stadtartikel zu Bingen die Benennung des Pfropfenziehers als „Binger Bleistift“  erstmals erwähnt. 1894 erschien die Sage erstmals in Karl Hessels Buch Sagen und Geschichten des Nahetals und danach 1924 in Paul Zaunerts Buch Rheinland Sagen, jeweils ohne Datierung der Ratssitzung. Erst in einer späteren Nacherzählung aus dem Jahr 1954 wurde die Binger Ratssitzung auf das Jahr 1752 datiert.
Der Sitzungssaal des Binger Stadtrats befindet sich noch heute in der Burg Klopp. Der Binger Bleistift wird seit 1981 jährlich vom Binger Weinsenat einem Prominenten als Insigne zur Ernennung zum Ehrensenator überreicht.